# Nomenclator
Nomenclator (łac. wołający imię; od nomen „imię” + calare „wołać”) – niewolnik lub sługa w starożytnym Rzymie, zajmujący się obwieszczaniem swojemu panu nazwisk gości lub osób napotkanych na ulicy, szczególnie ważny w okresie kampanii wyborczej na któryś z urzędów. Nomenclator musiał się wykazywać dobrą pamięcią. W średniowieczu urzędnik zajmujący się anonsowaniem osób przybywających na dwór, np. królewski lub papieski. Z czasem terminu „nomenclator” zaczęto używać w tytułach nazw np. glosariuszy.